# The Notorious Mrs. Carrick
The Notorious Mrs. Carrick er en britisk stumfilm fra 1924 instrueret af George Ridgwell.

## Medvirkende
- Cameron Carr som David Carrick
- A.B. Imeson som Tony Tregarthen
- Gordon Hopkirk som Gerald Rosario
- Sydney Folker som David Arman
- Jack Denton som Allen Richards
- Disa som Sybil Tregarthen
- Peggy Lynn som Honor Tregarthen